# Rezerwat przyrody Olszyny Niezgodzkie
Rezerwat przyrody Olszyny Niezgodzkie – leśny rezerwat przyrody o powierzchni 74,28 ha, utworzony w 1987 roku w celu  zachowania naturalnego obszaru bagiennych olszyn w zasięgu rzeki Ługi. Przeważa zespół olsu porzeczkowego o budowie kępowo-dolinowej.
Rezerwat położony jest w gminie Żmigród, województwie dolnośląskim, na południe od wsi Niezgoda. Od zachodu graniczy z asfaltową drogą leśną z Niezgody do Rudy Żmigrodzkiej, od wschodu z uregulowaną i obwałowaną rzeką Stara Barycz (zwaną Ługą). Rezerwat jest położony na terenie Parku Krajobrazowego Dolina Baryczy. Znajduje się w obrębie obszarów Natura 2000 PLH020041 „Ostoja nad Baryczą” SOO i PLB020001 „Dolina Baryczy” OSO.

## Historia rezerwatu
Obecny rezerwat Olszyny Niezgodzkie wchodził w skład olbrzymiego kompleksu 400–500 ha pierwotnych lasów, bagien i łąk cyklicznie podtapianych przez rzeki Ługa i Młynówka Sułowska. Już przed II wojną światową powołano na tym obszarze pierwszy rezerwat w Dolinie Baryczy o nazwie Ługa (Die Luge) o powierzchni 250 ha. Po 1945 roku pomimo starań środowisk naukowych o ponowne objęcie ochroną 200-hektarowego kompleksu olsów, rozpoczęto na tym obszarze planową gospodarkę leśną: wyprostowano i obwałowano koryto rzeki Ługi, wybudowano obok utwardzoną drogę, tworzono rowy melioracyjne, wycięto sporą połać olszyn. Rezerwat powstały w 1987 roku objął ochroną tylko północno-zachodnią część dawnego obszaru chronionego.
Jest to stary historycznie kompleks leśny związany z zakładaniem stawów rybnych. Spuszczane w czasie jesiennych odłowów wody zalewały teren, dzięki tak powstałej dużej wilgotności zbiorowiska wodne zachowały charakter zbliżony do naturalnego.

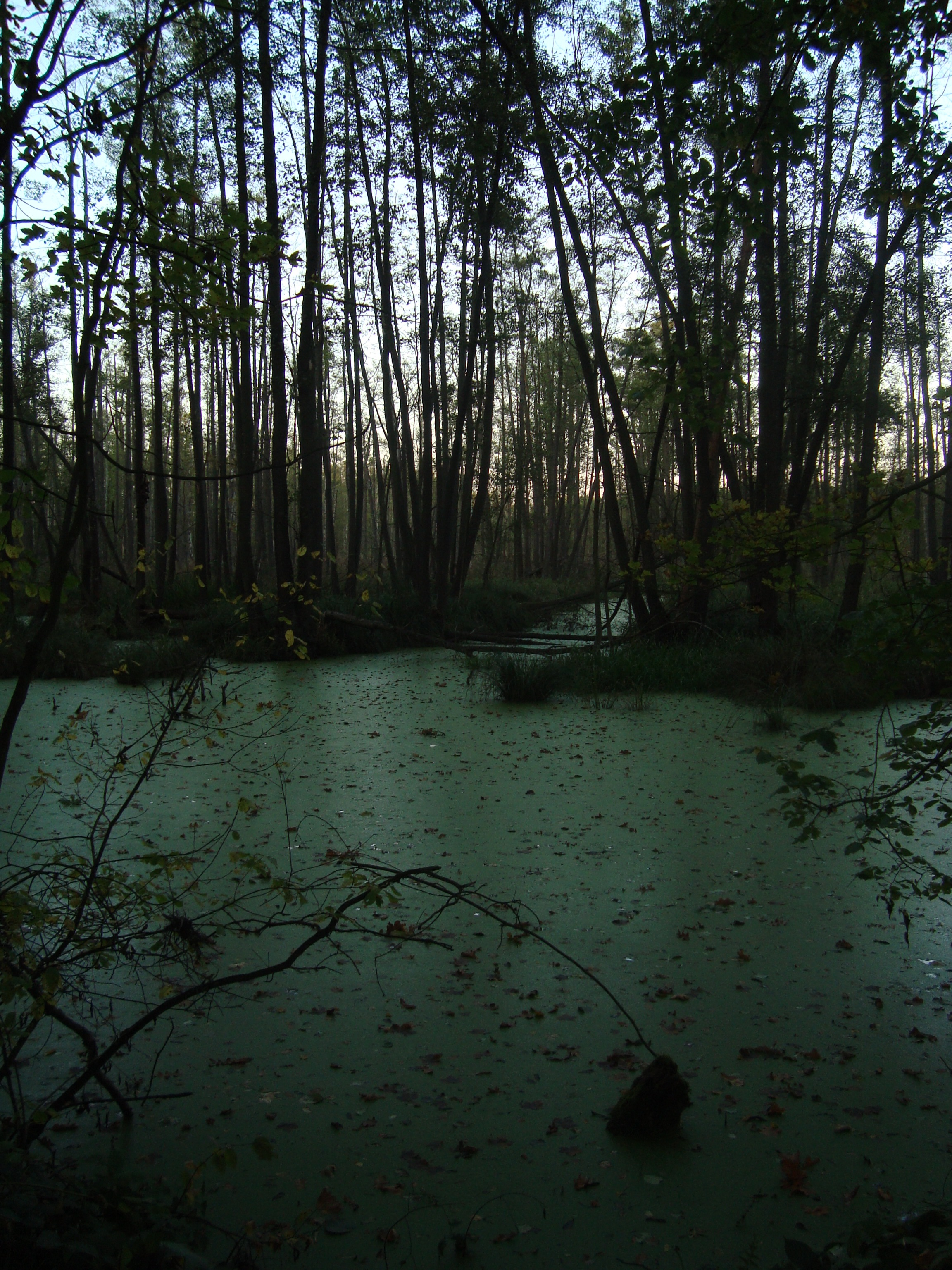
Olszyny Niezgodzkie w październiku

## Flora
- Przeważa zespół olsu porzeczkowego o budowie kępowo-dolinowej.

Na kępach rośnie olsza czarna (często mająca formę szczudlastą – nad powierzchnią gruntu są widoczne korzenie), spośród krzewów: porzeczka czarna, kruszyna pospolita, kalina koralowa, bez koralowy, wierzba szara, malina. Wierzchołki kęp zasiedlają: rokiet cyprysowaty, płonnik strojny, bielistka sina, nerecznica szerokolistna, nerecznica krótkoostna; na zboczach kęp: merzyk groblowy; podnóże kęp: turzyca długokłosa, zachylnik błotny, karbieniec pospolity.
W dolinkach przy dłuższym i silniejszym podtapianiu rosną: turzyca sztywna, turzyca brzegowa, kosaciec żółty, jeżogłówka gałęzista, szczaw lancetowaty, a także rzadka okrężnica bagienna, gorczycznik prosty, rzeżucha leśna, tojeść bukietowa. Przy niższych poziomach wody są to: wiechlina zwyczajna, niecierpek pospolity, kostrzewa olbrzymia, przytulia czepna, niecierpek drobnokwiatowy, pokrzywa. W miejscach prześwietlonych łanami występuje trzcinnik lancetowaty, a na stanowiskach suchszych trzcinnik piaskowy.
- Na krzewach i pniach drzew częste pnącza: chmielu zwyczajnego i psianki słodkogórz.
- W pobliżu drogi asfaltowej rosną okazałe dęby szypułkowe, poza tym graby, świerki, liczne krzewy: bez koralowy, leszczyna, czeremcha pospolita.

Flora roślin naczyniowych liczy 276 gatunków: 26 gatunków drzew, 23 gatunki krzewów i 227 gatunków roślin zielnych. Gatunki objęte ochroną to: bluszcz pospolity, kalina koralowa, kruszyna pospolita, porzeczka czarna, konwalia majowa.
W rezerwacie znajduje się pomnik przyrody – dąb szypułkowy mający 675 cm obwodu, w pobliżu dąb mający 480 cm obwodu niewłączony do rejestru.

## Fauna
Pospolite ptaki lęgowe na terenie rezerwatu (ok. 36 gatunków) to: pierwiosnek, zięba, pokrzewka czarnołbista, sikora bogatka, piecuszek, rudzik, sikora modra, cierniówka i charakterystyczne dla tego środowiska: sikora uboga, strumieniówka, żuraw, brodziec samotny, słonka.

## Turystyka
Skrajem rezerwatu prowadzi niebieski szlak turystyczny, dostępny również dla rowerzystów, pomiędzy miejscowościami Szarzyna i Niezgoda. W sąsiedztwie rezerwatu biegnie ścieżka przyrodnicza Ruda Żmigrodzka – rezerwat Olszyny Niezgodzkie – stawy Jelenie – Szarzyna.